# 1945年フランクリン・ルーズベルト大統領就任式
第32代アメリカ合衆国大統領のフランクリン・D・ルーズベルトの4回目の就任式は、1945年1月20日土曜日に行われた。これは40回目となる大統領就任式であり、大統領のフランクリン・D・ルーズベルトの最終期となる4期目と副大統領のハリー・S・トルーマンの唯一の任期の始まりとなった。1951年にアメリカ合衆国憲法修正第22条が批准されて大統領選出は2回までとなったために4期目の大統領就任はこの1度きりである。ルーズベルトはこの任期の82日目に死去し、トルーマンが大統領に昇任した。
第二次世界大戦中の緊縮財政のために就任式は従来のような議会議事堂ではなくホワイトハウスのサウスポルティコで行われ、パレードなどの祝賀行事も中止された。宣誓挙行者は最高裁判所長官のハーラン・F・ストーンが務め、その後の就任演説は史上最も短いものの1つとなった。また副大統領宣誓を前任者が執り行うのは今回が最後である。